# Archidiocèse de Glasgow
L’archidiocèse de Glasgow était l'un des treize (puis 14 à partir de 1633) diocèses de l'Église catholique d'Écosse. C'était le second plus grand diocèse du royaume, comprenant des districts de la moitié sud : Clydesdale, Tweeddale, Liddesdale, Annandale, Nithsdale, Cunninghame, Kyle, Strathgryfe et le Kirkcudbrightshire. Glasgow devint un archevêché en 1472 et obtint les diocèses de Galloway, Argyll et des îles comme suffragants (i.e. les évêques de ces diocèses dépendant de l'archevêque de Glasgow). L'Église d'Écosse rompit son allégeance à Rome en 1560, mais continua d'avoir des évêques à Glasgow par intermittence jusqu'en 1689.

## Histoire
Le diocèse de Glasgow devint important au XIIe siècle. Il était organisé par le roi David Ier d’Écosse et Jean de Glasgow, évêque de Glasgow. Selon la traduction hagiographie, sur laquelle des doutes ont été émis, le site aurait été fondé par saint Kentigern (surnommé Mungo) ; il est en revanche avéré qu'il y avait déjà un site religieux plus ancien, dont l'âge est inconnu. L'évêché devint l'un des plus grands et des plus riches du royaume d'Écosse, son statut et sa prospérité rejaillissant sur Glasgow. Entre 1175 et 1178, cette position fut renforcée lorsque l'évêque Jocelin obtint pour le village le statut de burgh royal du roi Guillaume Ier d’Écosse, autorisant ainsi l'expansion du village avec des bénéfices comme des monopoles commerciaux. Entre 1189 et 1195, le roi Guillaume autorisa également une foire annuelle toujours présente de nos jours.

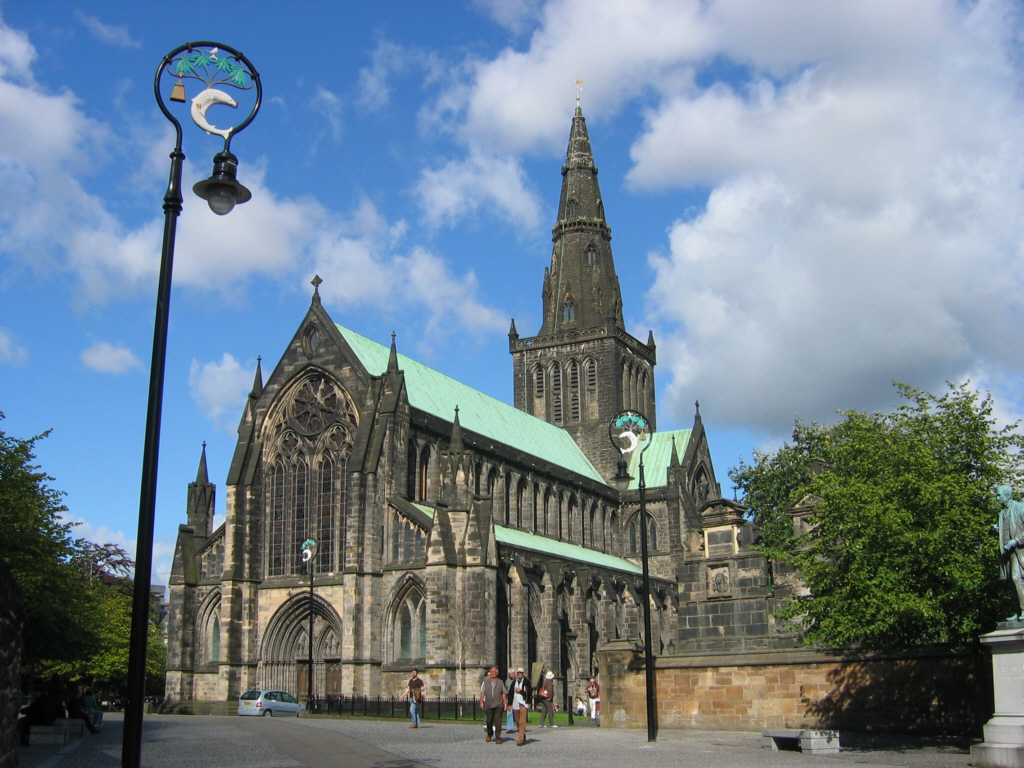
La cathédrale Saint-Mungo de Glasgow, ancien siège de l'Église catholique d'Écosse.

Jusqu'en 1560, lorsque la pratique de la foi catholique fut supprimée par le Parlement d'Écosse, pratiquement tous les évêques de Glasgow avaient pris une part active dans la gouvernance du pays, que ce soit comme chanceliers ou trésoriers du royaume, ou encore membres de la régence lorsqu'un souverain n'avait pas encore atteint sa majorité. Robert Wishart (consacré en 1272, mort en 1316) fut remarqué pour son patriotisme durant les guerres d'indépendance de l'Écosse et était un ami proche de William Wallace et de Robert Bruce. William Turnbull (consacré en 1447, mort en 1454) obtient en 1450 du pape Nicolas V la charte de la fondation de l'Université de Glasgow. 
Le 9 juin 1492, le pape Innocent VIII fit passer le statut de l'évêché d'un siège épiscopal au rang de métropolite (à l'origine utilisé pour désigner l'évêque d'une capitale de province, i.e. métropole), y attachant par la même occasion les diocèses suffragants d'Argyll, Dunblane, Dunkeld et Galloway. James Beaton, neveu du cardinal éponyme, fut le quatrième et dernier archevêque selon l'ancienne hiérarchie. En 1560, soit huit ans après sa nomination, James Beaton fut contraint à se retirer en France, où il fut l'homme de confiance de Marie Ire d'Écosse (de façon donc dissimulée); il devint ambassadeur de Jacques Ier d'Angleterre et conservera ce poste jusqu'à sa mort à Paris le 25 avril 1603. Il emporta avec lui les archives du diocèse, dont deux qui méritent une mention particulière :
- Registrum Vetus Ecclesiae Cathedralis Glasguensis, écrit aux XIIe et XIIIe siècles
- Liber Ruber Ecclesiae Glasguensis, écrit d'environ 1400 à 1476

Ces archives et d'autres furent imprimées en 1843 dans un volume pour le Maitland Club sous le nom Registrum Episcopatus Glasguensis: Munimenta Ecclesiae Metropolitanae Glasguensis a sede restauratâ saeculo ineunte XII ad reformatam religionem.

## Archidiaconésde Glasgow
Au Moyen Âge, il y avait deux archidiaconés (subdivision du diocèse) dont les archidiacres servaient l'évêque de Glasgow. L'un d'entre eux était l'archidiaconé de Teviotdale, responsable de la zone de Teviotdale dans les Scottish Borders; de nombreuses églises paroissiales se trouvaient dans cette zone, ce qui donnait à son archidiacre une position importante dans l'église écossaise. 

## Sources
- (en) Cet article est partiellement ou en totalité issu de l’article de Wikipédia en anglais intitulé « Archdiocese of Glasgow » (voir la liste des auteurs).

- (en) Cet article est partiellement ou en totalité issu de l’article de Wikipédia en anglais intitulé « Archdeacon of Teviotdale » (voir la liste des auteurs).